# South Hackensack
El municipio de South Hackensack (en inglés: South Hackensack Township) es un municipio ubicado en el condado de Bergen en el estado estadounidense de Nueva Jersey. En el año 2010 tenía una población de 2.378 habitantes y una densidad poblacional de 1.251,58 personas por km².

## Geografía
El municipio de South Hackensack se encuentra ubicado en las coordenadas 40°51′45″N 74°02′53″O / 40.86250, -74.04806.

## Demografía
Según la Oficina del Censo en 2000 los ingresos medios por hogar en el municipio eran de $57,917 y los ingresos medios por familia eran $66,071. Los hombres tenían unos ingresos medios de $39,918 frente a los $32,344 para las mujeres. La renta per cápita para la localidad era de $27,128. Alrededor del 7.1% de la población estaba por debajo del umbral de pobreza.